# Five Nights at Freddy's 4
Five Nights at Freddy's 4 är ett indie-, strategi- och överlevnadsskräckspel som släpptes den 23 juli 2015 på Steam Spelet planerades först att släppas den 31 oktober 2015, men datumet ändrades sedan till 8 augusti och återigen till datumet 23 juli. Five Nights at Freddy's 4 är uppföljare till spelen Five Nights at Freddy's, Five Nights at Freddy's 2 och Five Nights at Freddy's 3, och har en uppföljare kallad Five Nights at Freddy's World. Spelet finns till bland annat Microsoft Windows, Android och iOS.
Den 31 oktober fick spelet en särskild uppdatering. Spelaren får välja mellan två uppdateringar, halloweenuppdateringen som förser med utbytta animatroniska djur samt nya alternativ i extramenyn eller uppdateringen som enbart förser med de nya alternativen i extramenyn.

## Om spelet
I detta avsnitt föreställer spelaren ett barn som fått de animatroniska varelserna till sitt hem. Det enda försvaret spelaren har är en ficklampa och två dörrar. I detta avsnitt förekommer inga övervakningskameror eller telefonsamtal, men istället korta instruktioner som spelaren får läsa första natten. De animatroniska djuren tar sig till spelaren på 4 olika sätt: via två dörrar, en garderob och en säng. Spelaren måste regelbundet kontrollera dessa ställen för att undvika att skrämmas och dödas av en robotarna. Spelaren tänder ficklampan med tangentknappen Ctrl och håller dörrar stängda med tangentknappen Shift.
Dörrarna kan inte hållas stängda permanent.
Spelaren måste vända sig om för att titta på sängen. Detta gör spelaren genom att flytta muspekaren nederst till mitten av spelskärmen, likadant för att vända tillbaka.
Olikt de tre första spelen måste spelaren förflytta sig istället för att sitta och titta sig omkring sig.

### Animatroniska djur
Spelaren kommer att behöva försvara sig mot totalt sju olika animatroniska varelser i spelet; dessa är Nightmare Freddy Fazbear, Nightmare Chica, Nightmare Bonnie, Nightmare Foxy, Nightmare Fredbear, Nightmare och Plushtrap. De flesta robotarna är försedda med stora vassa huggtänder och är klädda i en mycket sönderriven dräkt.
Plushtrap förekommer endast i minispelet "Fun With Plushtrap".

#### Nightmare Bonnie och Nightmare Chica
Nightmare Bonnie (kaninhanne) och Nightmare Chica (honkyckling) tar sig till spelaren via dörrarna, Bonnie från den vänstra dörren och Chica från den högra. För att spelaren ska undvika att skrämmas och dödas av dem måste spelaren springa fram till båda dörrarna, en åt gången, och lyssna efter andetag. Man rekommenderas att lyssna efter andetag i 3-4 sekunder innan man avgör om en av dem befinner sig nära spelaren eller inte. Om spelaren hör andetag bör spelaren hålla dörren stängd och vänta tills det hörs fotsteg vilket betyder att roboten har begett sig iväg, men om spelaren istället tänder ficklampan kommer roboten att skrämma spelaren och avsluta spelomgången. Om det inte hörs andetag är det högt rekommenderat att spelaren tänder ficklampan då det kan fördröja robotarnas process att närma sig spelaren, dock enbart om de ses gömma sig vid slutet av gångarna, när det inträffar bör spelaren undvika att övergå till att hålla dörren stängd eftersom roboten då istället teleporterar sig till sovrumsdörren.
Om spelaren nog länge ignorerar att kontrollera dörrarna, kommer Bonnie eller Chica med tiden att ta sig in i sovrummet och avsluta spelomgången därifrån. I detta fall kommer Chica inte att visa sig själv när hon skrämmer spelaren, utan cupcaken som hon håller i handen.
Chica kan ibland höras strula med köksredskap.

#### Nightmare Freddy
Nightmare Freddy (björnhanne) utgör ett hot mot spelaren från sängen. Nightmare Freddy har tre stycken mycket små motsvarande modeller vid sin sida som upprepandes dyker upp sittande på sängen. Spelaren behöver enbart lysa på dem med ficklampan för att de ska försvinna. Genom att ignorera att kontrollera sängen kommer omgivningen snart att börja flimra, och fortsätter sängen att ignoreras av spelaren kommer Nightmare Freddy med tiden att skrämma spelaren och avsluta spelomgången.

#### Nightmare Foxy
Nightmare Foxy (rävhanne) kommer att försöka att ta sig in i sovrummet för att sedan gömma sig i garderoben i rummet. Spelaren kan avgöra Foxys position med hjälp av de snabba springande fotstegen som hörs i bakgrunden. Foxy kan eventuellt ses förflytta sig ur spelarens vy i slutet av gångarna utanför sovrummet, liksom Nightmare Bonnie och Chica. Om spelaren springer till fel dörr när det förutnämnda omständigheten blir aktuell, kommer Nightmare Foxy att springa in i sovrummet och gömma sig i garderoben. Spelaren kommer därefter regelbundet att behöva kontrollera garderoben och hålla garderobsdörrarna stängda för att skjuta Foxy längre in och göra honom mindre benägen att attackera spelaren. 

#### Nightmare Fredbear
Nightmare Fredbear (björnhanne) förekommer i de senare nätterna, ensam utan de andra robotarnas försök att ta an spelaren.
Fredbear kommer att springa från dörr till dörr i försök att ta an spelaren. Det är upp till spelaren att hålla det dörr som Fredbear befinner sig närmast stängd. Ibland kommer Fredbear att skratta, vilket betyder att han antingen har teleporterat sig ovanpå sängen eller inuti garderoben. Så är dock inte alltid fallet, särskilt inte om det hörs fotsteg därpå. Spelaren måste antingen lysa på Fredbear om han befinner sig ovanpå sängen eller hålla garderobsdörrarna stängda om han befinner sig inuti garderoben.

#### Nightmare
Nightmare (björnhanne) fungerar likadant som Nightmare Fredbear.

## Fun With Plushtrap
För varje natt spelaren klarar får spelaren spela ett minispel som heter Fun With Plushtrap som låter spelaren skippa två speltimmar nästa natt om avklarad. Plushtrap, som är en leksaksmodell av Springtrap (en figur i Five Nights at Freddy's 3), startas sittande på en stol och kommer att förflytta sig under den tid spelaren väljer att inte lysa med sin ficklampa på honom. Målet är att få Plushtrap att stå på krysset på golvet. 
I halloweenupplagan får spelaren spela Fun With Balloon Boy istället.

## Extramenyn
Efter att ha klarat spelets femte natt låses en extrameny upp som bland annat förser med bilder på samtliga figurer i spelet och möjligheten att spela upp deras anfallsanimationer. Extramenyn förser även med gallerier på Nightmare Foxys och Nightmare Fredbears 3D-modelleringskonstruktion, möjligheten att spela minispelet Fun With Plushtrap och en fusk- och utmaningsmeny. Inte alla företeelser i extramenyn låses upp efter att den femte natten är avklarad, de flesta kräver även att ha ytterligare nätter avklarade.

### Fusk
Fuskmenyn förser med olika tre alternativ vilka förenklar det natt spelaren väljer att spela i; House Map, Fast Nights och Danger Indicatior. House Map förser med en karta över huset spelaren spelar i och spelaren får dessutom veta var robotarna befinner sig, Fast Nights förkortar det natt spelaren väljer att spela och Danger Indicatior varnar spelaren med en blinkande varningsikon om spelaren står vid en av dörrarna och en robot står direkt utanför.

### Utmaningar
Utmaningsmenyn förser med fyra olika alternativ för de spelare som vill ha en utmaning; Blind Mode, Mad Freddy, Insta-Foxy och All Nightmare. Blind Mode förhindrar spelaren från att se någonting överhuvudtaget och måste helt utgå från de ljudindikationer som förekommer under spelets gång, Mad Freddy gör Nightmare Freddy mer aktiv, med Insta-Foxy aktiverad startas det natt spelaren väljer att spela med Nightmare Foxy redan inuti garderoben och i All Nightmare är Nightmare den enda roboten aktiv under hela nattens gång.

## Easter Eggs
- Efter att den sjunde natten (betitlad Nightmare i extramenyn) är avklarad tillåts spelaren spela en åttonde natt så kallad 20/20/20/20. Spelaren gör detta genom att knappa in "20202020" (utan snedstreck) på sitt tangentbord i extramenyn. Efter det byts Nightmare ut till 20/20/20/20. Klarar man den åttonde natten tilldelas spelaren en fjärde stjärna i huvudmenyn.[15]
- Utanför sovrummet hänger tavlor på spelskaparen Scott Cawthon och hans familj.[16]
- På sängen sitter en leksaksmodell av Freddy Fazbear från första spelet. Dess nos går att klicka på vilket spelar upp ett tutande ljud. Klickar spelaren på dess nos i omkring 20 gånger kommer Nightmare Foxy att skrämma spelaren och avsluta spelomgången, oavsett vare sig Nightmare Foxy befinner sig inuti garderoben eller inte eller vilken natt spelaren spelar i.[7]
- En vas med blommor, en burk med piller eller en droppställning kan dyka upp bredvid sängen.[17]
- Under nätternas gång kan radioljud ibland höras, dessa radioljud är egentligen från det första telefonmeddelandet spelaren får första natten i det första spelet baklängesvända.[18]

## Halloweenupplagan
I halloweenupplagan har vissa robotar antingen modifierats eller bytts ut, dock skiljer sig de utbytta och modifierade robotarnas beteende i stort sett inte från de ursprungliga.
Jack-o-Bonnie och Jack-o-Chica är varianter till Nightmare Bonnie och Nightmare Chica och ersätter dem i denna upplaga, de skiljer sig från sina ursprungliga modeller med att vara belysta inuti dräkterna, de saknar ögon och har en annan färg på sina dräkter. Chica håller dessutom i en jack-o' lantern istället för en cupcake.
Nightmare Foxy byts ut till Nightmare Mangle. Mangle skiljer sig från Foxy med att konstant ge ifrån sig radiostörningar när hen befinner sig inuti sovrummets garderob, vilket förvärrar spelarens förmåga att lyssna efter ljudindikationer under spelets gång.
Nightmare byts ut till figuren Nightmarionne som enbart skiljer sig från den ursprungliga figuren med att det spelas speldosemusik under den tid då Nightmarionne är aktiv.
Plushtrap byts ut till Nightmare Balloon Boy.

## Uppföljare
Januari 2016 släppte Cawthon FNaF World på Steam, ett datorrollspel som går ut på att skapa två olika grupper med animatroniska varelser från de fyra första spelen som sedan får slåss mot andra animatroniska varelser. Spelet var först tillgänglig på Steam men blev borttagen av Scott Cawthon eftersom han säger att inte var nöjd med de recensionerna och betygen spelet fick. Spelet är nu tillgänglig hos en sida som heter Gamejolt.com.     
Cawthon planerar också att släppa en spin-off till Five Nights at Freddy's, Five Nights at Freddys: The Sister Location. Maj 2016 släpptes en trailer till spelet på Youtube.  